# Kuang
Kuang – miasto w Malezji, w stanie Selangor. W 2000 roku liczyło 38 870 mieszkańców.